# Кельмаксолинское сельское поселение
Кельмаксолинское се́льское поселе́ние — упразднённое муниципальное образование в Советском районе Марий Эл Российской Федерации.
Административный центр — деревня Кельмаксола.

## История
Статус и границы сельского поселения установлены Законом Республики Марий Эл от 18 июня 2004 года № 15-З «О статусе, границах и составе муниципальных районов, городских округов в Республике Марий Эл».
Состав сельского поселения установлен Законом Республики Марий Эл от 28 декабря 2004 года № 62-З «О составе и границах сельских, городских поселений в Республике Марий Эл».
Закон Республики Марий Эл от 01 апреля 2009 года № 16-З «О преобразовании некоторых муниципальных образований в Республике Марий Эл и внесении изменений в отдельные законодательные акты Республики Марий Эл»:

## Состав сельского поселения
| №  | Населённый пункт | Тип населённого пункта          | Население |
| -- | ---------------- | ------------------------------- | --------- |
| 1  | Большая Руясола  | деревня                         | 221       |
| 2  | Воскресенское    | деревня                         | 8         |
| 3  | Кельмаксола      | деревня, административный центр | 349       |
| 4  | Лайсола          | деревня                         | 119       |
| 5  | Люперсола        | деревня                         | 436       |
| 6  | Малая Руясола    | деревня                         | 17        |
| 7  | Тошлем           | деревня                         | 9         |
| 8  | Шуармучаш        | деревня                         | 65        |
| 9  | Шуарсола         | деревня                         | 264       |
| 10 | Шудасола         | деревня                         | 183       |
| 11 | Энерсола         | деревня                         | 62        |
| 12 | Юледур           | деревня                         | 21        |